# جناح الاستخبارات والمراقبة والاستطلاع السبعين
جناح الاستخبارات والمراقبة والاستطلاع السبعون هو وحدة من القوى الجوية الأمريكية تتبع القوة الجوية الخامسة والعشرين، وموقعها في قلعة جورج ج. مياد في ميريلاند.
يعرف باسم جناح أمريكا الشيفراتي، وهو الجناح التابع للقوى الجوية الوحيد الذي يزود وكالة الأمن الوطني والقوة الجوية الخامسة والعشرين وكامل القوى الجوية الأمريكية بالمعلومات الاستخباراتية ذات الطبيعة المشفرة.
أجرت مجموعة الاستطلاع السبعين رصدًا وضبطًا لتسديد المدفعية وتدريبًا داعمًا بالطيارات المقاتلة والقاذفة مع القوات البرية الأمريكية خلال الحرب العالمية الثانية؛ وقد خدمت المجموعة كوحدة احتياطية لسنتين لاحقتين خلال ذلك العقد. وخلال الحرب الباردة كان الجناح السبعون من الأجنحة المكونة للقوة الرادعة التابعة للقيادة الاستراتيجية الجوية كمنظومة استطلاع إستراتيجية وجناح قاذف ثقيل.

## المهمة
تقديم منتجات استخباراتية متعددة المصادر والخدمات لوزارة الدفاع، عن طريق استثمار المعلومات كمكون أساسي لمهمة الاستخبارات العالمية للقوة الجوية ووزارة الدفاع.

## الوحدات
لدى الجناح 6 مجموعات، و19 سرب، و10 فصائل و26 موقع عمليات تنتشر في 4 قارات، ويقع الجناح تحت إمرة القوة الجوية الخامسة والعشرين في قاعدة لاكلاند الجوية في تكساس. يدرب جناح الاستخبارات والمراقبة والاستطلاع السبعون ويجهز مختصي العمليات الاستخباراتية والتشفير لتنفيذ العمليات المشتركة للجناح 70 ووكالة الأمن الوطني.
- مجموعة الاستخبارات والمراقبة والاستطلاع 373 د، ميساوا إيه بي، اليابان.
- مجموعة الاستخبارات والاستطلاع والمراقبة 543 د، ميدينا أنيكس، قاعدة القوى الجوية لاكلاند، تكساس.

مجموعة فريدة ضمن الجناح. وهي منظمة حسب المهمة أكثر من كونها حسب الجغرافيا، وللمجموعة 543 د سربان ضمن الولايات المتحدة كجزء من مراكز عمليات استخبارات الإشارة الإقليمية، وهي تزود كل مراكز العمليات التي تنفذ عمليات استخباراتية بالقيادة والتوجيه والطواقم والاتصالات والحواسيب والدعم اللوجستي. تقدم المجموعة 543 د استخبارات إشارة إقليمية متعددة دقيقة ومتزامنة للمقاتلات الحربية وغيرها من مستخدمي المعلومات الاستخباراتية.
- مجموعة الاستخبارات والمراقبة والاستطلاع 454، قاعدة باكلي للقوى الجوية، كولورادو.
- مجموعة الاستخبارات والمراقبة والاستطلاع 659، قلعة جورج ج. مياد، ميريلاند.[1]
- مجموعة الاستخبارات والمراقبة والاستطلاع 691، قلعة جورج ج. مياد، ميريلاند.[2]
- مجموعة الاستخبارات والمراقبة والاستطلاع 707، قلعة جورج ج. مياد، ميريلاند.

## التاريخ
تعود أصول الجناح 70 إلى مجموعة الاستطلاع 70 في الحرب العالمية الثانية، التي تفعلت في مطار غراي العسكري في سبتمبر 1941. كانت مجموعة الاستطلاع 70 في الأصل وحدة جوية رابعة تدرب على الرصد وضبط تسديد المدفعية ودعم وحدات الجيش البرية في فورت لويس، وبعد هجوم بيرل هاربور بدأت الوحدة بدوريات مضادة للغواصات على طول ساحل المحيط الهادئ، وقدمت الدعم لوحدات تدريب القذائف الثقيلة التابعة لقيادة قاذفات القنابل الثانية. ولم يكن فيها أي طاقم بعد عام 1943 عندما تولت البحرية الأمريكية العمليات المضادة للغواصات.
انتقلت المجموعة إلى حقل ويل روجر في أوكلاهوما تحت إمرة القوة الجوية الثالثة في نوفمبر 1943. وكانت مبرمجة للتدريب بصفتها وحدة استطلاع عن طريق الصور، لكنها لم تزود بطاقم أو تجهيزات وعُطّلت في 30 نوفمبر 1943.
أُعيد تفعيل المجموعة كجزء من احتياطي القوى الجوية عام 1947 كمجموعة استطلاع في قاعدة هيل للقوى الجوية في يوتاه، ووضعت تحت إمرة القوة الجوية الرابعة، ولكن لا يُعرف بوضوح إذا خصصت أي طائرات أو طاقم. أُعيد تعطيلها في عام 1949 عندما حولت القيادة الجوية القارية وحداتها الاحتياطية إلى الجهاز التنظيمي لقاعدة الجناح (خطة هوبسون).

## الاستطلاع الاستراتيجي
أسّست القيادة الجوية الاستراتيجية جناح الاستطلاع الاستراتيجي السبعين في 23 مارس 1953، في قاعدة ليتل روك للقوى الجوية في أركنساس، لكنها كانت ما تزال قيد البناء، فاختير موضعها المؤقت في قاعدة لوكبورن للقوى الجوية في أوهايو حتى أكتوبر. وضع طاقم في مكونات قليلة من الجناح حتى أكتوبر عندما أصبحت قاعدة ليتل روك جاهزة للاستخدام العملياتي.
كانت مهمة هذا الجناح جمع المعلومات الاستخباراتية على نطاق عالمي كجزء من قوة الاستطلاع الاستراتيجية التابعة للقيادة الجوية الاستراتيجية. وجُهّز بطائرات بوينغ آر بي-47إي ستراتوجيت، وقد نفذ الجناح عدة تحليقات مميزة فوق الاتحاد السوفييتي خلال الخمسينيات، منها التحليق فوق مورمانسك. لكن البوينغ هذه كان لها سقف عملياتي منخفض بحدود 40 ألف قدم واعتمدت على السرعة مقابل الانخفاض لتتجنب الاعتراض. انطلقت بعض هذه التحليقات من ثيول في غرينلاند، وسبرت أعماق الاتحاد السوفييتي، وأخذت تسجيلات صورية ورادارية للمسار الذي ستتبعه قاذفات القيادة الجوية الاستراتيجية للوصول إلى أهدافها. إن الأخطار التي يتضمنها انطلاق هذه الطلعات الجوية تبين بوضوح شجاعة ومهارة الطواقم فيها، وقد سميت الرحلات التي تولت اختراق الأرض الروسية مهمات «الاستخبارات الحساسة»؛ حتى أن إحدى طائرات البوينغ قد طارت لمسافة 450 كم نحو الداخل وصورت مدينة إيغاركا في سيبيريا.
كُلّف الجناح أيضًا بمهمة ملء الوقود في الجو في عام 1955، وبُعث إلى قاعدة سيدي سليمان الجوية في المغرب بين 26 أكتوبر و17 ديسمبر 1956.
وبدءًا من فبراير 1958، قُلّلت العمليات بطائرات البوينغ السابقة، تحديدًا لأنها ضعيفة أمام دفاعات السوفييت الجوية، وحلت محلها في مهمتها طائرات الاستطلاع لوكهيد يو-2. ومن يونيو 1958 حتى سبتمبر 1961، أصبح الجناح لطائرات بوينغ 47 القاذفة وطائرات الاستطلاع، ويقدم التدريب لطواقم طائرات بي-47 وآر بي-47 الحربية التابعة لوحدات القيادة الجوية الاستراتيجية الأخرى، بينما ينفذ العمليات بطائرات آر بي-47 وبوينغ كي سي-97 ستراتوتانكر. وقد نُقل سرب تزويد الوقود في أغسطس 1961، وتخرجت آخر دفعة تدربت على طائرة آر بي-47 في أكتوبر 1961، وتحول إلى طائرات بي-47 في أواخر عام 1961، ولكنه عُطّل قبل أن يكون جاهزًا للقتال.